# Présidents
Pour les articles homonymes, voir Président (homonymie).
Pour plus de détails, voir Fiche technique et Distribution.
Présidents est un film français réalisé par Anne Fontaine, sorti en 2021.
Le film narre la confrontation à l'élection présidentielle en France de deux hommes que tout oppose, incarnés par Jean Dujardin et Grégory Gadebois. Ces deux personnages sont librement inspirés des anciens présidents Nicolas Sarkozy et François Hollande.

## Synopsis
Ancien président de la République française, Nicolas a du mal à supporter l’arrêt soudain de sa vie politique, à la suite de son échec à se faire réélire. Son successeur et opposant politique, François, n'a fait qu'un mandat présidentiel en incarnant selon ses dires un « président normal », se démarquant ainsi de la présidence hyper-énergétique de son prédécesseur. Mais confronté à une impopularité record, il avait annoncé son retrait de la vie politique à l'issue de son mandat, et s'est depuis retiré dans le petit village de Saint-Bonnet en Corrèze, où il vit tranquillement et sans faste en compagnie de son épouse Isabelle, vétérinaire localement très appréciée.
Décembre 2021, la cote du président actuel, Emmanuel Macron, est en chute libre, et la perspective de l'arrivée au pouvoir de Marine Le Pen lors de l'élection présidentielle de 2022 paraît de plus en probable. Cela est insupportable pour Nicolas. Il décide alors de former une alliance avec François malgré tout ce qui les oppose.
Nicolas se rend donc en Corrèze, lui qui n'apprécie pourtant que les beaux quartiers parisiens, et essaie de convaincre François, d'abord très réticent. Cependant ce dernier se laisse peu à peu tenter, et les deux hommes commencent à élaborer leur campagne. Mais plus les choses avancent, plus Nicolas commence à douter d'avoir vraiment envie d'être à nouveau au pouvoir.
Lors de leur premier meeting, Isabelle est directement interpellée par un des participants, et sa réponse suscite l'enthousiasme de l'assistance. Les premiers sondages s'avèrent quant à eux extrêmement décevants pour le duo : ils remportent un succès d'estime, mais une très faible proportion des personnes sondées se déclare prête à voter pour eux. Nathalie, l'épouse de Nicolas, suggère alors que le meilleur candidat pourrait être une candidate, en la personne d'Isabelle.
Le film se conclut quelques semaines après. Nicolas a repris sa vie anonyme à Paris. Il passe devant un kiosque à journaux : Isabelle fait la une d'un magazine d'actualité comme candidate potentielle à l'élection.

## Fiche technique
- Titre original : Présidents
- Réalisation et scénario : Anne Fontaine
- Photographie : Yves Angelo
- Production : Philippe Carcassonne
- Musique : Vincent Blanchard
- Costumes : Anne-Cécile Le Quere
- Montage : Fabrice Rouaud
- Société de production : Ciné-@
- Société de distribution : Universal Pictures International France (France)
- Budget : 4,54 millions d'euros
- Pays d'origine :  France
- Langue originale : français
- Format : couleur
- Genre : comédie politique, biopic
- Durée : 100 minutes
- Lieux de tournage : le  village et l'abbaye d'Aubazine en Corrèze.
- Dates de sortie :
  - France : 10 juin 2021 (avant-premières)[1] ; 30 juin 2021 (sortie nationale)
  - Suisse romande : 30 juin 2021
  - Belgique : 30 juin 2021

## Distribution
- Jean Dujardin : Nicolas
- Grégory Gadebois : François
- Pascale Arbillot : Isabelle
- Doria Tillier : Nathalie
- Jean-Charles Clichet : Damien
- Pierre Lottin : Balthazar
- Roxane Bret : Natacha
- Jean-Michel Lahmi : Jean-Jacques
- Denis Podalydès : le coach

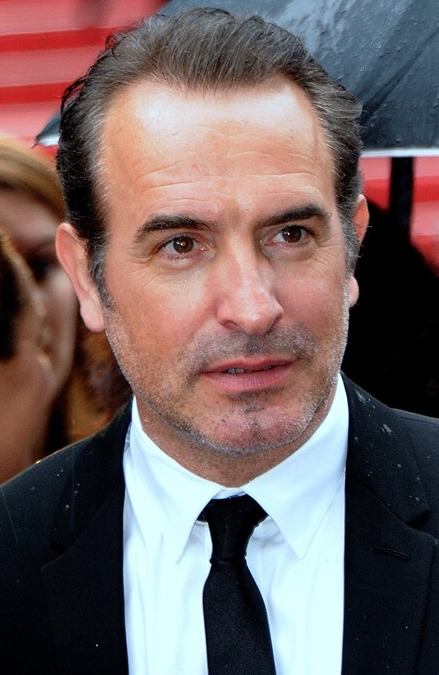
Jean Dujardin.

- Jean-Chrétien Sibertin-Blanc : le moine-guide
- Cyril Couton : le sénateur Jean-Sébastien Bourillon
- Sandrine Alexi : l'imitatrice de Marine

## Production

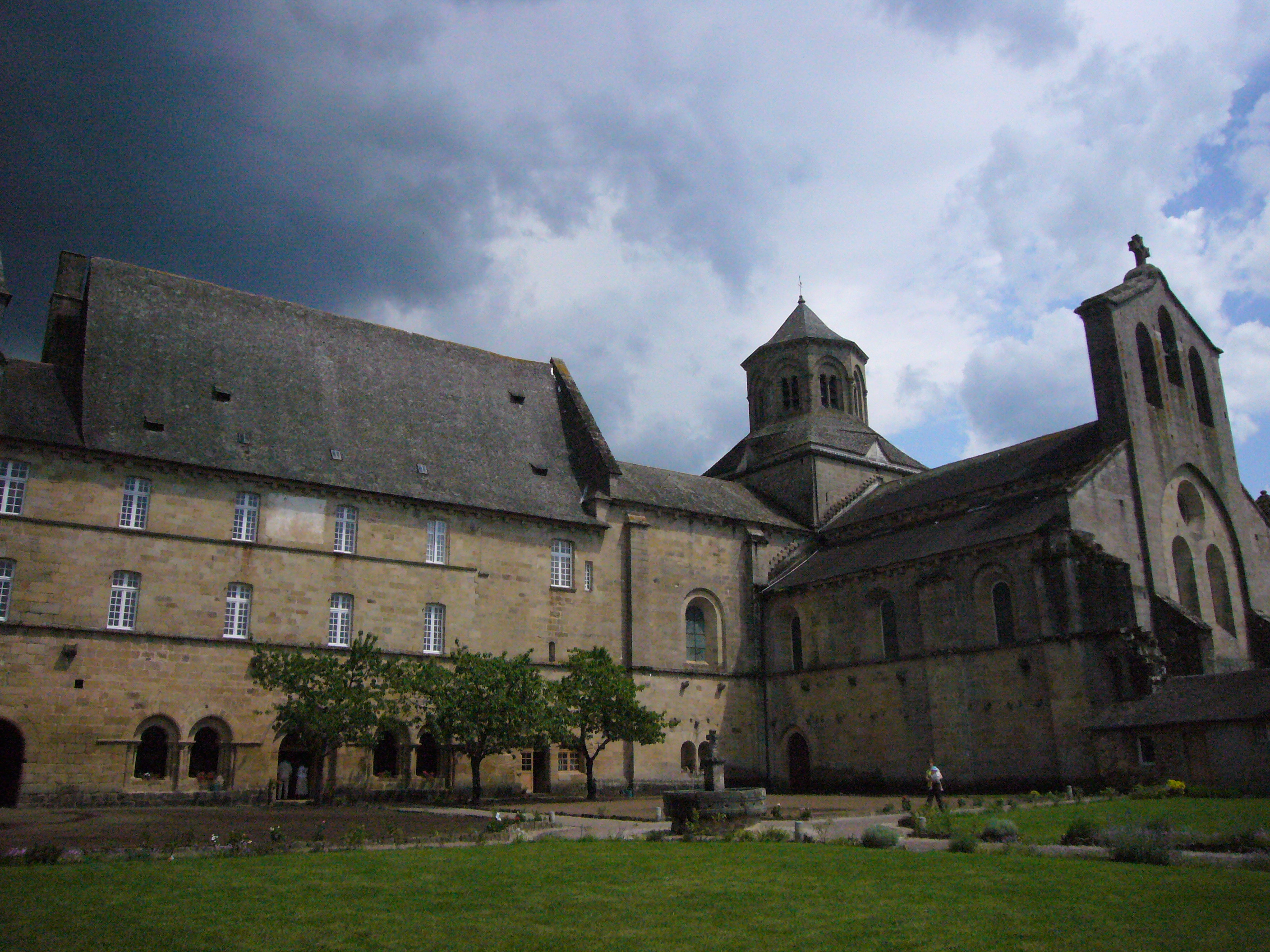
Abbaye d'Aubazine, où sont tournées certaines scènes du film.

En août 2020, Anne Fontaine explique avoir développé l'idée du scénario pendant le premier confinement lié à la pandémie de Covid-19 :

« Le confinement m’a stimulé dans l’idée d’un temps différent. C’était assez jubilatoire de profiter d’un temps qui n’était pas prévu pour écrire quelque chose auquel je ne m’attendais pas non plus. Ce n’est pas en lien avec cette période mais j’avais envie de quelque chose comme une comédie, que ce soit léger, que ce soit drôle, quelque chose de fantaisiste. »

Le projet est ensuite décrit comme une comédie sur « [le] pouvoir et la difficulté de ne plus être aux commandes [...] c’est la rencontre de deux adversaires politiques qui vont vivre une sorte d’aventure ».
Le tournage débute le 5 octobre 2020. Il s'achève mi-novembre 2020.

## Accueil
François Hollande voit le film lors d'une avant-première à Tulle, en présence de la réalisatrice, de Grégory Gadebois, Doria Tillier et Pascale Arbillot.

### Accueil critique
Le film obtient une note de 3,5/5 sur Allociné (sur la base de 30 critiques).

### Box-office
| Pays ou région | Box-office      | Date d'arrêt du box-office | Nombre de semaines |
| -------------- | --------------- | -------------------------- | ------------------ |
| France         | 431 129 entrées | 24 août 2021               | 8                  |
| Total mondial  | 3 569 522 $     | -                          | -                  |